# OGAE
OGAE (Frans: Organisation Générale des Amateurs de l'Eurovision, letterlijk: Algemene Organisatie van Liefhebbers van Eurovisie, ofwel Algemene Organisatie voor Fans van Eurovisie) is de internationale fanclub van het Eurovisiesongfestival. OGAE heeft afdelingen in 42 landen, waaronder België en Nederland.

## Geschiedenis
Het Eurovisiesongfestival bestaat sinds 1956. OGAE bestaat sinds 1984, toen het werd opgericht in Finland. Ieder land dat deelneemt of ooit heeft deelgenomen aan het Eurovisiesongfestival kan zijn eigen nationale afdeling oprichten. De meeste landen die aan dit criterium voldoen kennen inderdaad een afdeling van OGAE. Tevens is er sinds 2004 een OGAE-afdeling voor de overige landen van de wereld onder de naam OGAE Rest of the World.

## Wedstrijden
Ieder jaar organiseert OGAE op het internet een aantal wedstrijden, namelijk OGAE Song Contest, OGAE Second Chance Contest, OGAE Video Contest, OGAE Guest Jury hits en OGAE Home Composed Song Contest.

### OGAE Song Contest
OGAE Song Contest is een wedstrijd op het internet waarin de nationale OGAE-afdelingen een origineel in de voorafgaande twaalf maanden in hun land uitgebracht nummer kunnen "afvaardigen", gezongen in een van de officiële talen van hun land. Er zijn geen liveoptredens, maar er wordt eenvoudigweg gewerkt met mediabestanden.

### OGAE Second Chance Contest
OGAE Second Chance Contest is een wedstrijd op internet waarin de nationale afdelingen van de OGAE een nummer kunnen "afvaardigen" dat in hun land de nationale finale niet won. Er wordt gewerkt met videobestanden.

### OGAE Video Contest
OGAE Video Contest is vergelijkbaar met OGAE Song Contest. Iedere nationale OGAE-afdeling kan een song en videobestand inbrengen dat in de voorgaande twaalf maanden in hun respectieve landen uitgebracht werd. In tegenstelling tot bij OGAE Song Contest is er bij OGAE Video Contest echter geen verplichting dat het nummer in een van de officiële landstalen gebracht moet zijn.

### OGAE Guest Jury Hits
OGAE Guest Jury Hits is een wedstrijd zoals OGAE Second Chance Contest, echter specifiek voor die OGAE-leden die reglementair niet kunnen deelnemen aan OGAE Second Chance Contest.

## Organisatie
Sinds 2015 is de Brit Simon Bennett de internationale coördinator van OGAE. Erwin van der Does is de voorzitter van de Nederlandse OGAE-afdeling.